# JAC J4

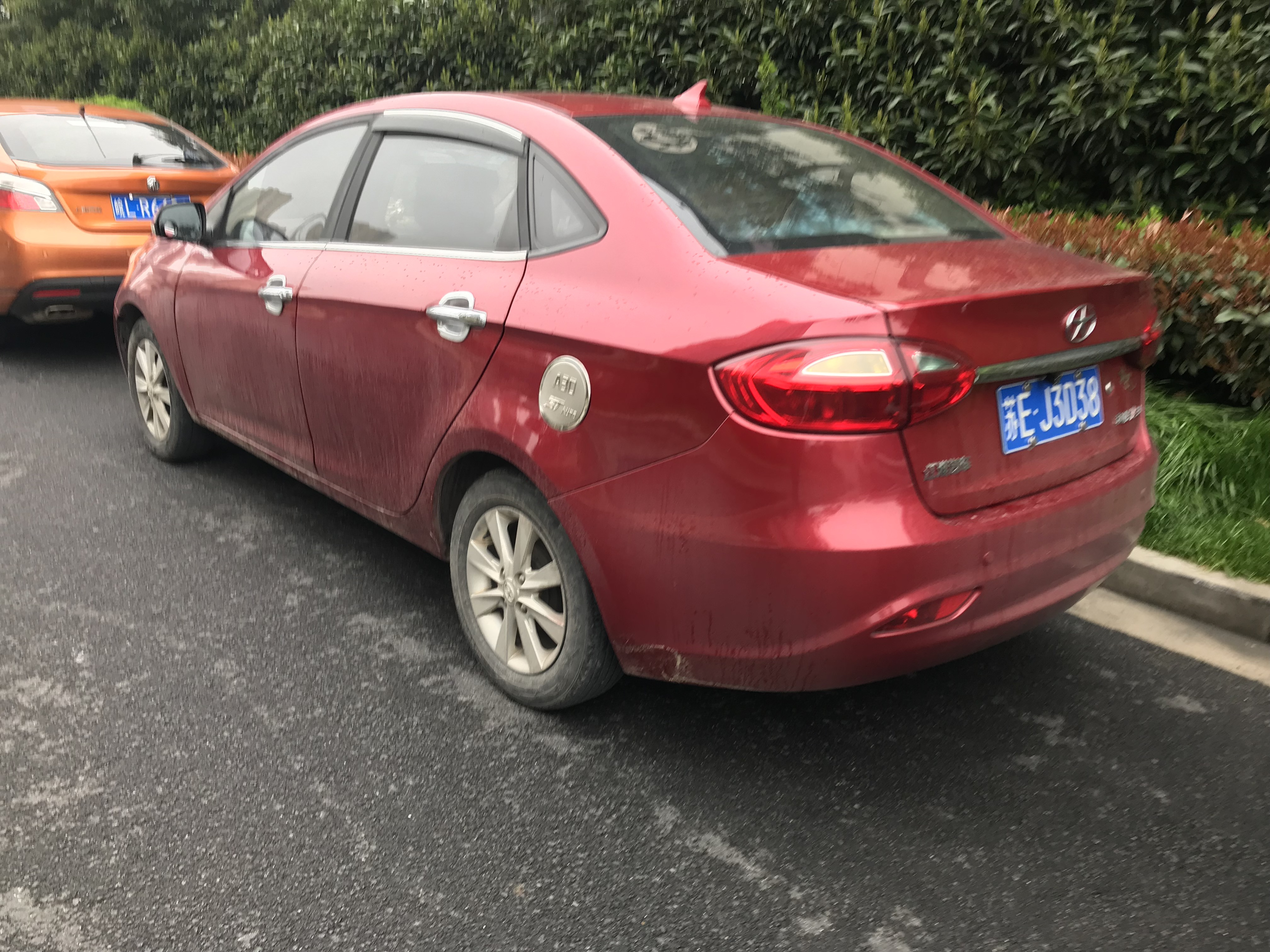
Heckansicht

Der JAC J4 ist eine zwischen 2013 und 2016 gebaute Kompaktklasse-Limousine des chinesischen Automobilherstellers JAC. In Europa war das Fahrzeug nicht erhältlich.
Die Limousine wird von einem 1,5-Liter-Vierzylindermotor angetrieben, der 83 kW (113 PS) leistet und auch im JAC J3 zum Einsatz kommt.

## Technische Daten
|                                             | 1.5                       |
| Bauzeitraum                                 | 2013–2016                 |
| Motorkenndaten                              |                           |
| Motortyp                                    | R4-Ottomotor              |
| Hubraum                                     | 1499 cm³                  |
| max. Leistung bei min−1                     | 83 kW (113 PS) / 6000     |
| max. Drehmoment bei min−1                   | 146 Nm / 3500–4500        |
| Kraftübertragung                            |                           |
| Antrieb                                     | Vorderradantrieb          |
| Getriebe, serienmäßig                       | 5-Gang-Schaltgetriebe     |
| Getriebe, optional                          | (Stufenloses Getriebe)    |
| Messwerte                                   |                           |
| Höchstgeschwindigkeit                       | 180 km/h                  |
| Beschleunigung, 0–100 km/h                  | 13,5 s                    |
| Kraftstoffverbrauch auf 100 km (kombiniert) | 5,9 l Super (6,2 l Super) |
| Tankinhalt                                  | 45 l                      |